# Andreas Niedermayer

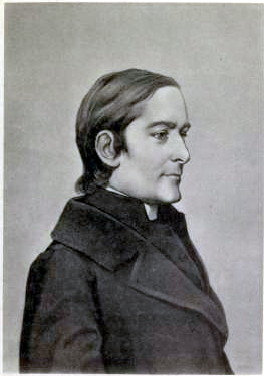
Andreas Niedermayer, Administrator der Deutschordens-Kommende Frankfurt-Sachsenhausen; Porträt des Malers Eduard von Steinle.

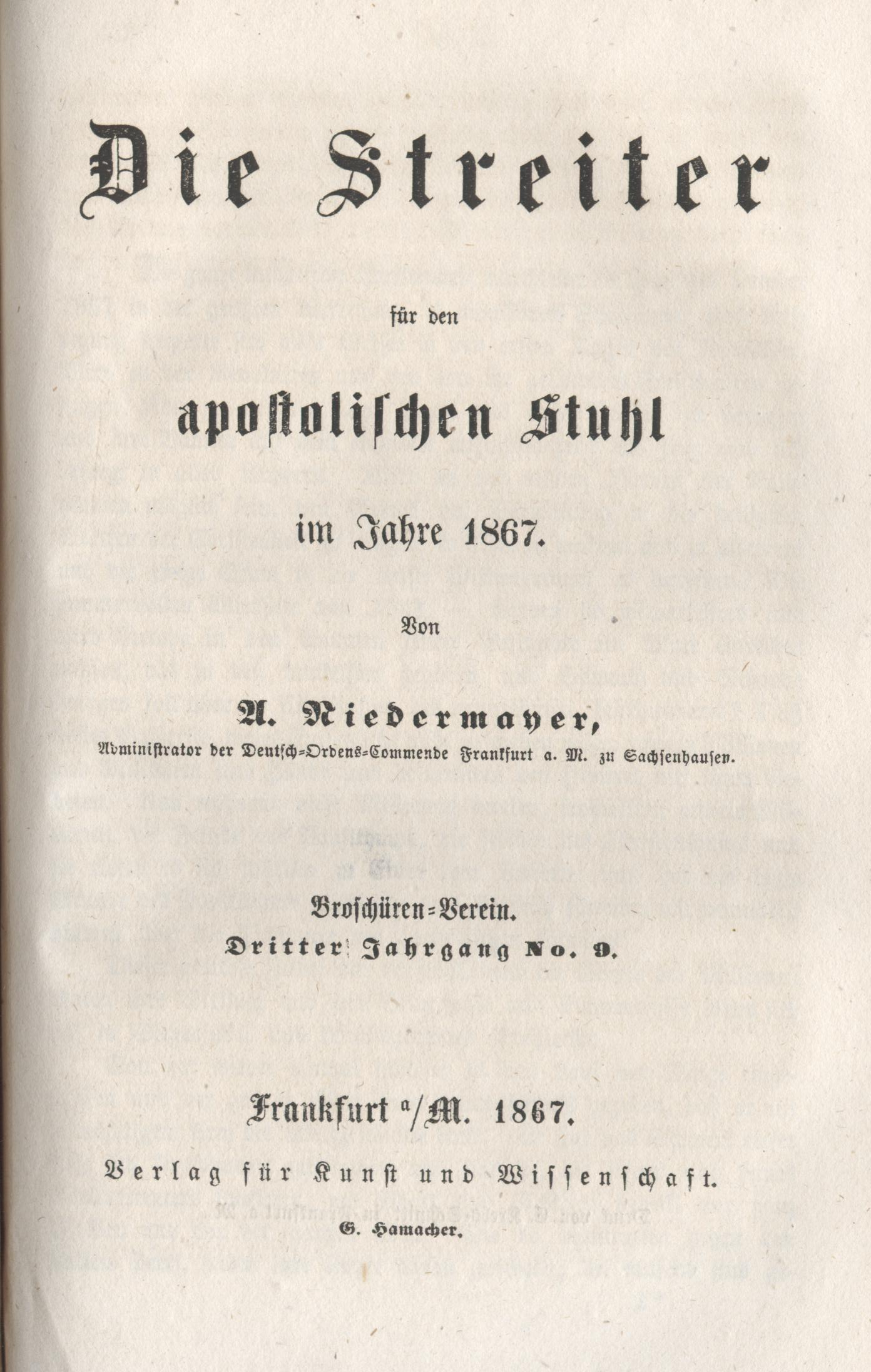
Andreas Niedermayer, Titelblatt einer seiner Publikationen.

Andreas Niedermayer (* 11. Oktober 1835 in Niederviehbach, Niederbayern; † 17. Januar 1872 in Frankfurt am Main) war ein deutscher katholischer Priester aus dem Bistum Regensburg, Administrator der Deutschordens-Kommende zu Frankfurt-Sachsenhausen, bekannter katholischer Schriftsteller und Historiker.

## Biografie

### Herkunft und Werdegang
Andreas Niedermayer wurde 1835 in Niederviehbach bei Landshut, Niederbayern, als Sohn einfacher Bauersleute geboren. 1836 zog die Familie auf den Thalhamerhof, damals zu Großthalham, bei Niederaichbach gehörig. 1843 musste Andreas zu seinem Onkel, Pfarrer und Schulinspektor zu Gottfrieding, einem strengen, geistlichen Zuchtmeister. Er erkannte klar die reichen Naturanlagen des Knaben, förderte sie nach Kräften und bereitete ihn privat auf den verspäteten Eintritt ins Gymnasium vor. Der Junge riss mehrmals, vom Heimweh nach seiner Mutter getrieben aus, er wollte wieder Bauernbub in Thalham sein. 1846 kam Andreas Niedermayer ins Gymnasium der Benediktiner zu Metten. Hier erfuhr er eine nachhaltige Belebung seines katholischen Bewusstseins und fühlte sich von missionarischem Eifer durchdrungen, als er diese Bildungsanstalt verließ. Überall war er wegen seiner Gelehrsamkeit und seines Mutes bekannt. 1851 siedelte Andreas Niedermayer Regensburg ins Lyceum über. Er musste Latein, Englisch, Griechisch, Hebräisch, Französisch und Italienisch lernen und brachte es hierbei zu großen Fertigkeiten, die ihm in seiner späteren, wissenschaftlichen Laufbahn zugutekamen. 1854 trat der junge Mann eine von seinem Pfarreronkel Niedermayer finanzierte und geplante Rheinreise an, um das katholische Deutschland kennenzulernen. Dabei traf er den Gesellenvater Adolph Kolping und den Dichter Ludwig Uhland. 1855 wandte sich Andreas Niedermayer der literarischen Arbeit zu und veröffentlichte in der Augsburger Postzeitung eine Artikelserie mit dem Titel: Aus dem Tagebuch eines fahrenden Schülers (über seine Rheinreise). 1856 erschien sein kleines, durchweg neues Material aus bisher unbeachteten Quellen bietendes Buch Zur Kunstgeschichte der Diözese Regensburg, welchem 1857 die Beschreibung der Dominikanerkirche in Regensburg und die Arbeit Künstler und Kunstwerke der Stadt Regensburg folgten. Der Regensburger Seminarregens Johann Baptist Dirschedl und Bischof Valentin von Riedel, schätzten den nunmehrigen Seminaristen Andreas Niedermayer sehr und bestärkten ihn eindringlichst, katholischer Geschichtsforscher zu werden. Die Geschichtsforschung war zu der damaligen Zeit ein zentrales Anliegen der Geisteswissenschaften. Alle führenden Kirchenkreise stimmten darin überein, dass sich auf dem Gebiet der Forschung eine Chance bot, für die Kirche verlorengegangenes, geistiges Terrain zurückzugewinnen.

### Wirken als Priester
Am 22. Mai 1858 empfing Andreas Niedermayer in Regensburg die Priesterweihe und am 16. Juni 1858 wurde in der Heimatpfarrei Niederviehbach – die pfarramtlich auch für Niederaichbach zuständig war – die Heimat-Primiz gefeiert. 1859 bereiste Niedermeier erneut die Rheinlande, von Freiburg i. B. bis Aachen. Im gleichen Jahr durfte der Jungpriester in München ein Studium der Kirchen- und Kunstgeschichte beginnen und schrieb gleichzeitig das Buch Das Mönchtum in Bajuwarien, verlegt bei Thoma in Landshut. Der Historiker Johann Friedrich Böhmer wurde auf ihn aufmerksam und wollte ihn nach Frankfurt an die Universität holen. 1860 ging Niedermayer zunächst für ein Jahr nach Würzburg und studierte dort die gleichen Fächer wie in München. Er hinterließ dabei eine Doktorarbeit: Die Kunstgeschichte der Stadt Wirzburg. 1861 folgt er dem Ruf Professor Böhmers nach Frankfurt, um sich unter seiner Ägide intensiv der historischen Forschung zuzuwenden. Hier betätigte er sich auch eine Zeit lang unter seiner Anleitung als Bibliothekar in der Stadtbibliothek. Seinem Pfarronkel sandte er nach Gottfrieding eine Art Autobiographie unter der Bezeichnung Generalbeicht. Aus dieser Generalbeicht erfährt man vieles aus dem Leben und Wirken Niedermayers. Sein Onkel war über den Weggang nach Frankfurt sehr enttäuscht, denn er wollte ihn in Bayern wirken sehen.
Böhmer beauftragte Andreas Niedermayer 1861 eine Charakterisierung der Geschichtsquellen Bayerns zu schreiben. Niedermeier verkehrte mit Benjamin Herder in Freiburg, den Fürsten Thurn und Taxis, mit Antonie von Brentano, Ignaz von Döllinger, Eduard von Steinle, Ludwig Uhland und anderen Berühmtheiten. In Freiburg schrieb er anonym die vielbeachtete Schrift Die Katholische Presse Deutschlands. Dann reiste er nach Belgien, England, Irland und Frankreich, studierte dort hautnah das Massenelend der Arbeiter, das die Industrielle Revolution hervorgebracht hatte und berichtete in ergreifenden Schilderungen nach Deutschland. Direkte Frucht daraus ist sein Werk Pauperismus und die Mittel demselben zu steuern (1862). Im Ausland schloss er aber auch Freundschaft mit dortigen katholischen Geistesgrößen, wie etwa John Henry Newman, Paul Cullen, Henry Edward Manning und Charles de Montalembert. Er schrieb die Broschüre Die Deutschen in Paris (1862). Im Frühjahr 1862 reiste er nach Italien und besuchte den Vatikan, im Sommer berief man ihn zum Kaplan an der Deutschherrenkirche in Frankfurt-Sachsenhausen. Er ist dort in allen hochrangigen gesellschaftlichen und literarischen Kreisen zu finden. In diesem Jahr schrieb er auch das 210 Seiten starke Buch Das Pfingstfest in Rom ein Niederschlag des kurz zuvor erlebten Glanzes der liturgischen Zeremonien in der Hauptstadt der Christenheit. 1863 gründete er einen Gesellenverein nach dem Vorbild Kolpings. Seine Schrift Mecheln und Würzburg, Skizzen und Bilder von den Katholikenversammlungen in Belgien und Deutschland, publizierte Andreas Niedermayer 1865. Sie enthält reichhaltige autobiographische Erinnerungen von den vielen Katholikentagen, an denen der Autor teilnahm und Charakterisierungen von Persönlichkeiten, die er dabei kennenlernte. (Das Buch ist vollständig im Web eingescannt und kann nachstehend im Unterpunkt Weblinks aufgerufen und eingesehen werden.) 1867 wurde Niedermayer Inspektor der Ballei (Niederlassung) des Deutschherrenordens in Sachsenhausen-Frankfurt. Sein Gesellenverein konnte im Ordenshaus untergebracht werden. In dieser Zeit publizierte er die Schriften: Das Concilium in Baltimore, ein Bild kirchlichen Lebens aus Amerika (1867); Die Streiter für den apostolischen Stuhl im Jahre 1867 (1867) und das anmutige Lebensbild der edlen Frau Schöff Brentano (1869).
1868 gründete Niedermayer im Alleingang und auf seine eigene Kosten das Magazin Katholische Bewegung in Deutschland. Durch seine Bekanntheit konnte er viel Geld für die Missionen in Paris und London sammeln. Es wird berichtet, dass Niedermayer sich so intensiv den Armen widmete, dass seine Schwester, die ihm den Haushalt führte, oft nicht mehr wusste, wo und wie sie passende Kleidung für ihren Bruder aufbringen sollte, da er sehr viel verschenkte, sogar Haushaltsgegenstände. 1868 zog er sich endgültig von der wissenschaftlichen Arbeit zurück und stürzte sich mit der ihm eigenen Vehemenz auf das Presseapostolat und die tätige Nächstenliebe. 1869 besuchte Pater Andreas Niedermayer erneut die Ewige Stadt.
Auf persönlichen Wunsch und Anregung des Deutschordens-Großmeisters Erzherzog Wilhelm von Österreich, entschloss sich der Priester nochmals zu archivarischen Forschungen um eine urkundliche Geschichte der Frankfurter Kommende des Deutschen Ordens abzufassen. Der größte Teil der Arbeit konnte noch von Niedermayer erledigt werden, zur Druckreife kam das Werk allerdings nicht mehr. Die Betreuung seines Magazins und die Arbeit für seinen wachsenden Gesellenverein nahmen ihn zu sehr in Anspruch. Das Buch wurde von dem Frankfurter Justitiar Euler vollendet und erschien 1874 unter dem Titel: Die Deutsch-Ordens-Commende Frankfurt am Main. Ein Beitrag zu deren Geschichte, aus dem Nachlasse des Inspectors A. Niedermayer, herausgegeben im Namen des Vereins für Geschichte und Alterthumskunde zu Frankfurt am Main von dessen Director Justizrath Ludwig Heinrich Euler Zu dieser Zeit war Niedermayer schon tot. 1872 reiste er (37-jährig) ein letztes Mal nach Rom und erlitt dort einen Schlaganfall, der zum Tode führt. Er wurde nach Frankfurt überführt und dort beerdigt. Seinen literarischen Nachlass vermachte er der Stadt Frankfurt; sein materielles Vermögen hatte die Armenarbeit restlos verschlungen. Der Originalnachlass Andreas Niedermeiers ging im Bombenhagel des Zweiten Weltkriegs in Frankfurt unter.

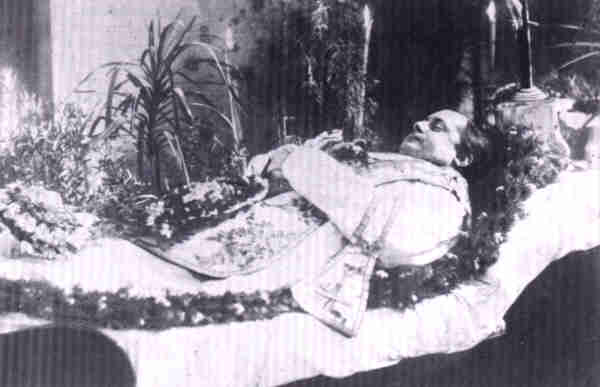
Andreas Niedermayer, aufgebahrt als Toter, 1872

Sein von Eduard von Steinle gezeichnetes Porträt wurde photographisch vervielfältigt und ist das vermutlich einzige von ihm existierende; außerdem gibt es nur noch ein Foto, das ihn auf dem Sterbebett zeigt. Ein Hauptverdienst Niedermayers besteht neben seiner literarischen Tätigkeit auch in der Belebung und Förderung des katholischen Lebens in Frankfurt und Umgebung. Er war ein Polyhistor im Priestergewand, der mit vielen Geistesgrößen seiner Zeit Freundschaften und Kontakte pflegte.
Eine seiner Devisen war: „Der Zorn über die Not des Vaterlandes und der Kirche sei unsere Nahrung. Das Feuer der Begeisterung unser Trank. Hat sich erst ein Jeder von uns geholt den Donner des Wortes und den Blitz der Gedanken, dann wollen wir losbrechen und die Arena säubern.“ Was ihm als Ideal vor Augen schwebte, drückte er in den Worten aus: „Wer Wittmann's Frömmigkeit, Görres' Wissenschaft und Goethe's Formgewalt in sich vereinte, der wäre ein Bonifatius des 19. Jahrhunderts, dem müsste es gelingen, das zerrissene Deutschland zu einigen.“